# Campobasso Football Club
El Campobasso Football Club es un club de fútbol de Italia, con sede en Campobasso, en la región de Molise. Fue fundado en 1919 y refundado en varias ocasiones. Compite en la Serie C, tercera categoría del fútbol italiano.

## Historia
Fue fundado en el año 1919 en la ciudad de Campobasso, capital de la región de Molise con el nombre US Campobasso y es el equipo más importante de la región desde la desaparición del Polisportiva Nuovo Campobasso Calcio.
La mejor época del club ha sido los años 1980 en la que el club jugó cinco temporadas en la Serie B entre 1982 y 1987.

## Palmarés

### Torneos interregionales
- Serie D (4): 1974-75 (Grupo H), 1999-00 (Grupo H), 2020-21 (Grupo F), 2023-24 (Grupo F)
- Copa Italia de Aficionados (1): 2013-14

### Torneos regionales
- Eccellenza Molise (5): 1992-93, 1996-67, 2004-05, 2013-14, 2022-23
- Promozione Molise (1): 1991-92
- Prima Categoria Molise (1): 1990-91
- Seconda Divisione Molise (1): 1933-34
- Copa Italia de Aficionados Molise (4): 1996-67, 2004-05, 2013-14, 2022-23